# Cryptoblepharus ater
Cryptoblepharus ater là một loài thằn lằn trong họ Scincidae. Loài này được Boettger mô tả khoa học đầu tiên năm 1913.